# Makkhali Goszála

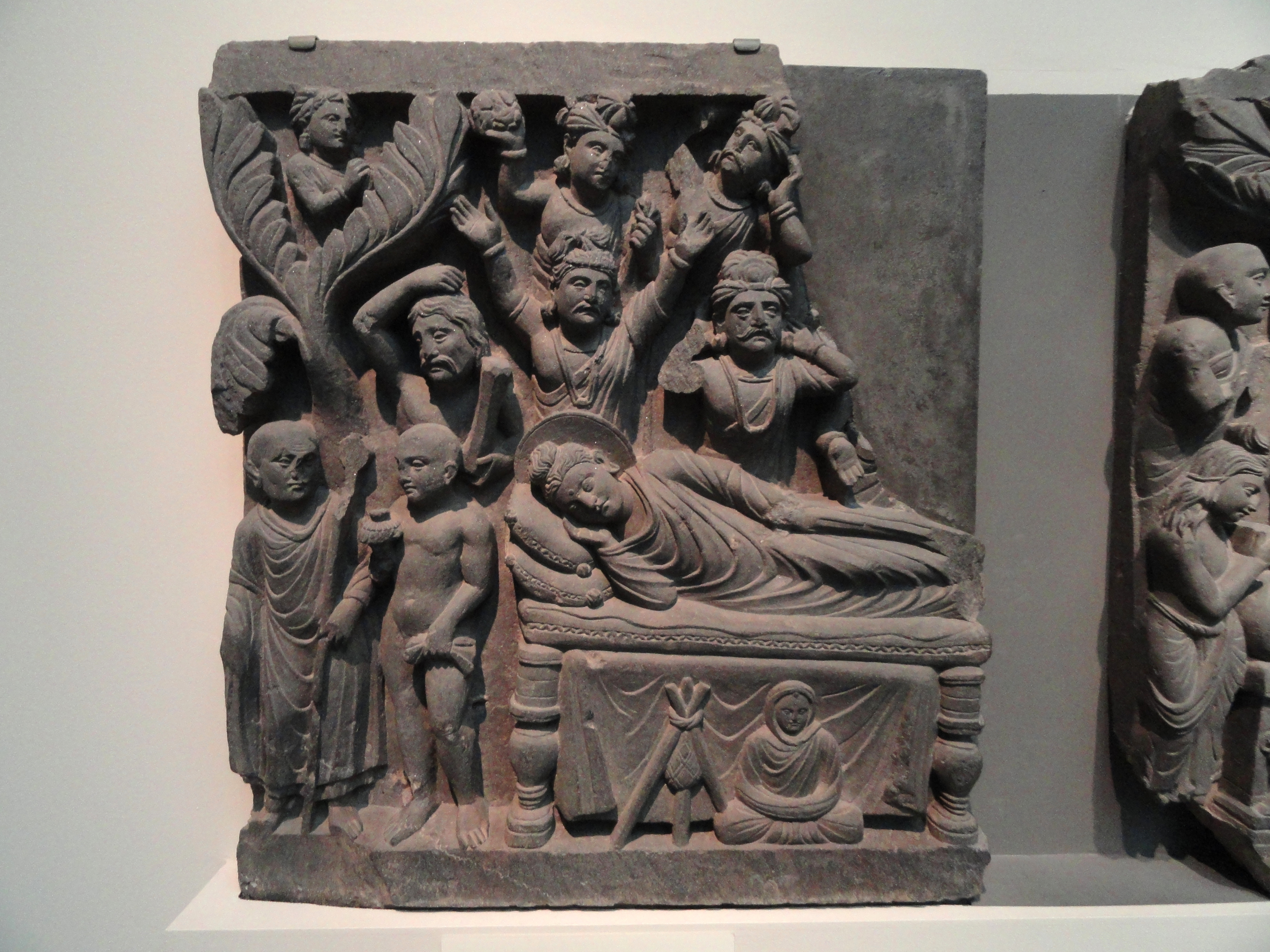
balra: Mahákásjapa találkozik Adzsivikával és értesül a parinirvánáról

Makkhali Goszála (páli; buddhista hibrid szanszkrit: Maskarin Gośāla; dzsaina prakrit források: Goszala Mankhaliputta) vagy Manthaliputra Gosalak ősi indiai aszkéta tanító. A hagyományok szerint i.e. 484 környékén született. A történelmi Buddha és Vardhamána kortársa volt.

## Életrajzi források
Goszála életéről nagyon kevés a biztos információ, ezek többsége buddhista vagy dzsaina források. Mivel Goszála tanításai versengésben álltak a kor buddhista és dzsaina tanítókéval, ezért a tudósok úgy vélik, hogy azokat átszínezték és befolyásolták az ellenséges felekezetek.
A Goszála életét és tanításait bemutató legfőbb két forrás: a dzsaina Bhagavati-szútra és Buddhagósza szövegmagyarázata a buddhista Sammannaphala-szuttával kapcsolatban. A Bhagavati-szútra leírja Makkhali Goszála szakmai életrajzát és a Vardhámával (Mahávíra) való kapcsolatát. A Sammannaphala-szútra szerint Makkhali Buddha hat filozófia tanítója közül volt az egyik. Buddhagósza szövege további részletekkel szolgál az életével és a tanításaival kapcsolatosan.

## Életének korai szakasza
A Bhagavati-szútra szerint Goszála egy Gobahula nevű brahmin tehénistállójában született, aki egy kosalai determinista volt, egy Saravana nevű faluból. Az édesanyja neve 'Bhadda', amelyet a dzsaina forrásokban néhány mitológiai személy ismeretlen anyjára használtak. Az apát ezekben a forrásokban Mankhali-nak nevezik. Goszála apja vallási énekeket kántáló koldus, aszkéta volt, akit sokan istennek tekintettek.
A Goszála név szó szerint tehénistállót jelent és mind a dzsaina, mind a buddhista forrásban azért nevezik így, mert tehénistállóban született, ugyanis a szülei nem találtak ennél alkalmasabb helyet Saravana faluban. A Bhagavati-szútra szerint Goszála az apja életútját folytatta, míg Buddhagósza szerint rabszolga sorba került, majd meztelen aszkétává vált, miután sikerült elszöknie dühös tartójától, aki még meg tudta ragadnia Goszála ruháját, mintegy lecsupaszítva ezzel a menekülő embert.

## Makkhali Goszála és Mahávíra (Vardhamána)
A Bhagavati-szútra állítása szerint Goszála Mahávíra tanítványa lett, amikor Mahávíra már három éve aszketizmust gyakorolt, és hat éven át utazgatott vele. Az Avaszjaka-szútrához írott dzsaina szövegmagyarázat részletes jellemzést ad erről az időszakról. Ez a szöveg nem túl jó fényben tünteti fel Goszálát, amely újabb bizonyíték a szektariánus szerzők előítéletből fakadó torzításaira. Mahávíra több esetben is megjósol dolgokat, amelyek tényleg úgy történnek később, annak ellenére, hogy Goszála mindent megtesz, hogy meghiúsítsa azokat. Ezek az incidensek természetesen hatással voltak Goszála későbbi hitére, miszerint a sors elkerülhetetlen. Ezeket a történéseket valójában lehet, hogy adzsivika forrásból vették át a dzsaina mesélők.
Egy másik lehetséges adzsivika történetben (Bhagavati-szútra) Goszála azt kérdezi Mahávírától, hogy az út szélén lévő növénynek és a magjainak mi lesz a sorsa. Mahávíra azt feleli, hogy a növénynek termése lesz és a magjaiból újabb növények fognak nyílni. Goszála igyekszik elrontani a mestere jóslatát és az éjszaka folyamán gyökerestül kihúzta a növényt a földből. Később azonban egy hirtelen zápor következtében  a növény újból gyökeret eresztett, így mégis Mahávírának lett igaza.

## Az irodalomban
Goszála gemmaként tűnik fel Gore Vidal 1981-es regényében, a Teremtés, amely az 5. századi görög–perzsa háborúkról szól, egy sokat utazó diplomata, Cyrus Spitama, szemszögéből, aki Zarathustra unokáját, illetve I. Xerxész gyermekkori barátját alakítja. Fiatalemberként, az idegennyelvekkel jól bánó Cyrus-t nevezi ki I. Dareiosz király Perzsia indiai nagykövetének. A szubkontinensen átutazva Cyrus betér Mathura városába, ahol találkozik a dzsaina mesterrel, aki mesél Cyrus-nak a sors elkerülhetetlenségéről és a Mahávírával való nézetkülönbségéről.